# Rolf Dobelli
Rolf Dobelli (15 de juliol de 1966) va néixer a Lucerna, Suïssa, és un autor i empresari suís.

## La vida
Dobelli va estudiar filosofia i administració d'empreses a la Universitat de St. Gallen on es va doctorar en "Deconstrucció del discurs econòmic" l'any 1995. Després va passar a treballar com a director financer i director general en diverses filials de Swissair. El 1999 va cofundar "getAbstract".
Del 2001 al 2009, Dobelli va conduir un programa de televisió setmanal titulat "Seitenweise Wirtschaft" per a l'empresa suïssa de diaris i mitjans NZZ. A més, va redactar una columna setmanal sobre l'Art de pensar amb claredat.
Dobelli, que es veu a si mateix com un estoic modern, va fundar World.minds el 2008 per crear un pont entre les comunitats científica, empresarial i cultural. Entre els ponents s'hi trobava: Nassim Taleb, Gerhard Schröder, FW de Klerk i Matt Ridley. El març de 2022, el grup de mitjans Axel Springer es va fer càrrec de la majoria de World.minds per ampliar la seva cartera de negocis comunitaris.
El 2011, Dobelli va deixar getAbstract per centrar-se plenament en l'escriptura. La seva creixent insatisfacció amb el món empresarial ja es va reflectir a la seva novel·la del 2003, titulada "35 - A Midlife Story". Posteriorment, va publicar el llibre de 2004 "I tu què et fas per guanyar-te la vida?" i el seu llibre de 2007 "Qui sóc jo? 777 preguntes indiscretes".

## "Evita el consum de notícies"
Dobelli aconsella als seus lectors que "evitin el consum de notícies". Cita "quinze raons per evitar notícies" en una publicació del blog del 2013. És el tema d'un llibre en anglès titulat "Stop Reading the News: How to cope with the information overload and think more clearly". Els escrits de Dobelli són a vegades controvertits. La columnista del diari The Guardian , Madeleine Bunting, ha arribat fins i tot a acusar les seves idees sobre les notícies de ser "perilloses". El 2020, Dobelli va afirmar a la televisió xinesa que les notícies són "una malaltia per al cervell". A més, va explicar: "Fa 10 anys vaig decidir viure completament sense notícies: sense diaris, sense notícies en línia, sense televisió, sense ràdio, i ha estat un viatge molt gratificant per a mi. He estalviat molt de temps, tinc més concentració... i pateixo menys ansietat".  El 2020, en una conversa amb Rob Wijnberg Dobelli va dir: "Les notícies se centren principalment en esdeveniments excepcionals. No t'ajuden fonamentalment a entendre el món. I et fan cínic i ansiós".

## Llibres i recepció
L'any 2003, Diogenes Verlag (Suïssa) va publicar la seva primera novel·la, Fünfunddreissig ("Trenta-cinc"), seguida de Und was machen Sie beruflich? ("I què fas per guanyar-te la vida?") el 2004, Himmelreich (Els cels) el 2006, Wer bin ich? ("Qui sóc jo?") i Turbulenzen ("Turbulència") el 2007 i Massimo Marini el 2010. Els temes principals de les novel·les de Dobelli són el significat de l'èxit i el paper de l'atzar en els negocis i en la vida.
Dobelli és l'autor de The Art of Thinking Clearly, publicat originalment per Carl Hanser Verlag el 2011, que va ser un èxit instantani, entrant a la llista de bestsellers de Der Spiegel d'Alemanya com a número 1. Va ser el llibre de no ficció més venut a Alemanya i Suïssa el 2012. Va ser traduït a l'anglès el 2013 per Nicky Griffin i va arribar a les deu millors llistes de vendes al Regne Unit, Corea del Sud, Índia, Irlanda, Hong Kong i Singapur. El 2019, l'antic cap d'estat major de la força aèria nord-americana Ronald Fogleman va afegir el llibre al programa de lectura obligatòria de CSAF. Dobelli va presentar el seu nou llibre, "The Art of the Good Life", en un esdeveniment de revisió empresarial de la London School of Economics (LSE) l'octubre de 2017.
El 2020, Dobelli va publicar "Stop Reading the News: A Manifesto for a Happier, Calmer, and Wiser Life". Ja el 2012, Dobelli havia compartit un assaig sobre aquest tema al seu lloc web personal, del qual The Guardian va informar el 2013. Martin Newman, revisant el llibre per a Financial Review, va escriure: "'Stop Reading the News' explora l'explosió de notícies basades en l'opinió, l'elevació de la mediocritat sobre la substància (The Kardashians!!), la manera com les notícies creen la il·lusió d'empatia, pot elevar els nivells d'estrès i crea una mentalitat que reforça la negativitat". El novembre del 2020, quan li van preguntar com afrontar la pandèmia de Covid, Dobelli va respondre simplement: "Les opinions són com els nassos: tothom en té un. Deixem de queixar-nos".

### Crítica
El 2013, Nassim Nicholas Taleb va publicar una peça al seu lloc web en què acusava Dobelli de plagi. Aquesta peça es va publicar simultàniament amb una sèrie d'atacs personals llançats per Taleb. Aquest i altres atacs personals han portat els comentaristes a qüestionar els motius de Taleb. Més tard, Christopher Chabris també va publicar el que va dir que era un exemple al llibre de Dobelli que es fa referència però que no té cometes. Tot i que Dobelli mai va afirmar que les idees eren originals seves, ha reconegut l'errada i ha actualitzat les edicions posteriors. Claudius Seidl, l'editor cultural del Frankfurter Allgemeine Zeitung, ha discutit les afirmacions de plagi.

### En anglès
- The art of thinking clearly, 2013
- The art of the good life, Sceptre, 2017
- Stop Reading the News, 2020
- The Not-To-Do List, 2025

## Membres
- Edge Foundation, Inc.,[31]
- PEN Internacional
- Reial Societat de les Arts

## Literatura
- Rolf Dobelli, a l'Arxiu Munzinger
- Entrada sobre Rolf Dobelli a l'enciclopèdia de l'Associació d'Autors Suïssos